# Robert Brenner (Bergingenieur)
Robert Brenner (* 7. Februar 1862 in Kohlscheid; † 30. Oktober 1935 in Wiesbaden) war ein deutscher Bergingenieur und Manager im Steinkohlenbergbau.

## Leben
Als Sohn des späteren Grubendirektors Ludger Brenner geboren, besuchte Robert Brenner die Realschule in Aachen und erlangte anschließend das Abitur an der reorganisierten Gewerbeschule Bochum. Nach praktischer bergmännischer Ausbildung auf westfälischen Gruben leistete er 1882/1883 seinen Militärdienst als Einjährig-Freiwilliger beim Garde-Pionier-Bataillon in Berlin ab. Anschließend begann er eine Tätigkeit im Markscheiderbüro der Vereinigungsgesellschaft für Steinkohlenbau im Wurmrevier bei Aachen. 1884 begann er das Studium des Bergfachs an der RWTH Aachen und wurde Mitglied im Akademischen Verein der Chemiker, Berg- und Hüttenleute, dem späteren Corps Montania. Während des Studiums war er weiterhin im Markscheiderbüro und als Hilfssteiger beschäftigt. 1887 schloss er das Studium ab und wurde Hilfs- und Reviersteiger sowie Betriebsführer bei der Vereinigungsgesellschaft für Steinkohlenbau im Wurmrevier. Ende 1888 wurde er technischer Sekretär und Assistent bei der Direktion der Vereinigungsgesellschaft. Mitte 1893 nahm er eine Stellung als technischer Leiter der Arenberg’schen AG für Bergbau und Hüttenbetrieb in Essen an. Anfang 1900 wurde er zum Generaldirektor und Vorstandsmitglied der Arenberg’schen AG ernannt. 1920 trat er in den Ruhestand und fungierte als noch technischer Beirat, ab 1922 bei der Abteilung Arenberg der Rheinische Stahlwerke AG.
Am Ersten Weltkrieg nahm er als Hauptmann und zuletzt als Major der Landwehr II teil. Er war Militärvorsitzender der Aushebungskommission in Dinslaken und später Organisator und Leiter der Hauptüberwachungsstelle der Kriegsgefangenen auf den Zechen des niederrheinisch-westfälischen Bergbaubezirks.
Brenner war Mitglied der Revisionskommission beim Verein für die bergbaulichen Interessen im Oberbergamtsbezirk Dortmund in Essen, Aufsichtsratsvorsitzender der Menzel AG, Eisengießerei, Maschinen- und Apparatebau in Elberfeld, Mitglied des Grubenvorstands der Gewerkschaft Walter, Spezialgeschäft für Industrie- und Bergbau in Essen sowie Aufsichtsratsmitglied der Schermbecker Thon- und Falzziegelwerke AG, der Stettiner Chamotte-Fabrik AG, vorm. Didier, der Triton-Werke AG, vorm. Ferdinand Müller in Hamburg, der Westdeutsche Terrain- und Baubank AG in Essen.

## Auszeichnungen
- Landwehrdienstauszeichnung 1. Klasse
- preußisches Verdienstkreuz für Kriegshilfe
- preußische Rote Kreuz-Medaille
- Ehrenbürgerwürde der RWTH Aachen[2]
- Benennung der Robert-Brenner-Straße in Bottrop